# جيم هنتر (معلق رياضي)
جيم هنتر (بالإنجليزية: Jim Hunter)‏ هو معلق رياضي أمريكي، ولد في 1959.